# Crawford Henry
Crawford Henry  est un ancien joueur américain de tennis, né le 30 mai 1937 à Atlanta.
Il a été n°10 américain en 1961.

## Palmarès

### Finale en simple messieurs
| No | Date       | Nom et lieu du tournoi                      | Catégorie | Surface | Vainqueur     | Score         |  |
| -- | ---------- | ------------------------------------------- | --------- | ------- | ------------- | ------------- |  |
| 1  | 10-07-1960 | Tournoi de tennis de Cincinnati, Cincinnati |           | NC      | Miguel Olvera | 4-6, 9-7, 6-4 |  |